# 2011년 영국 폭동

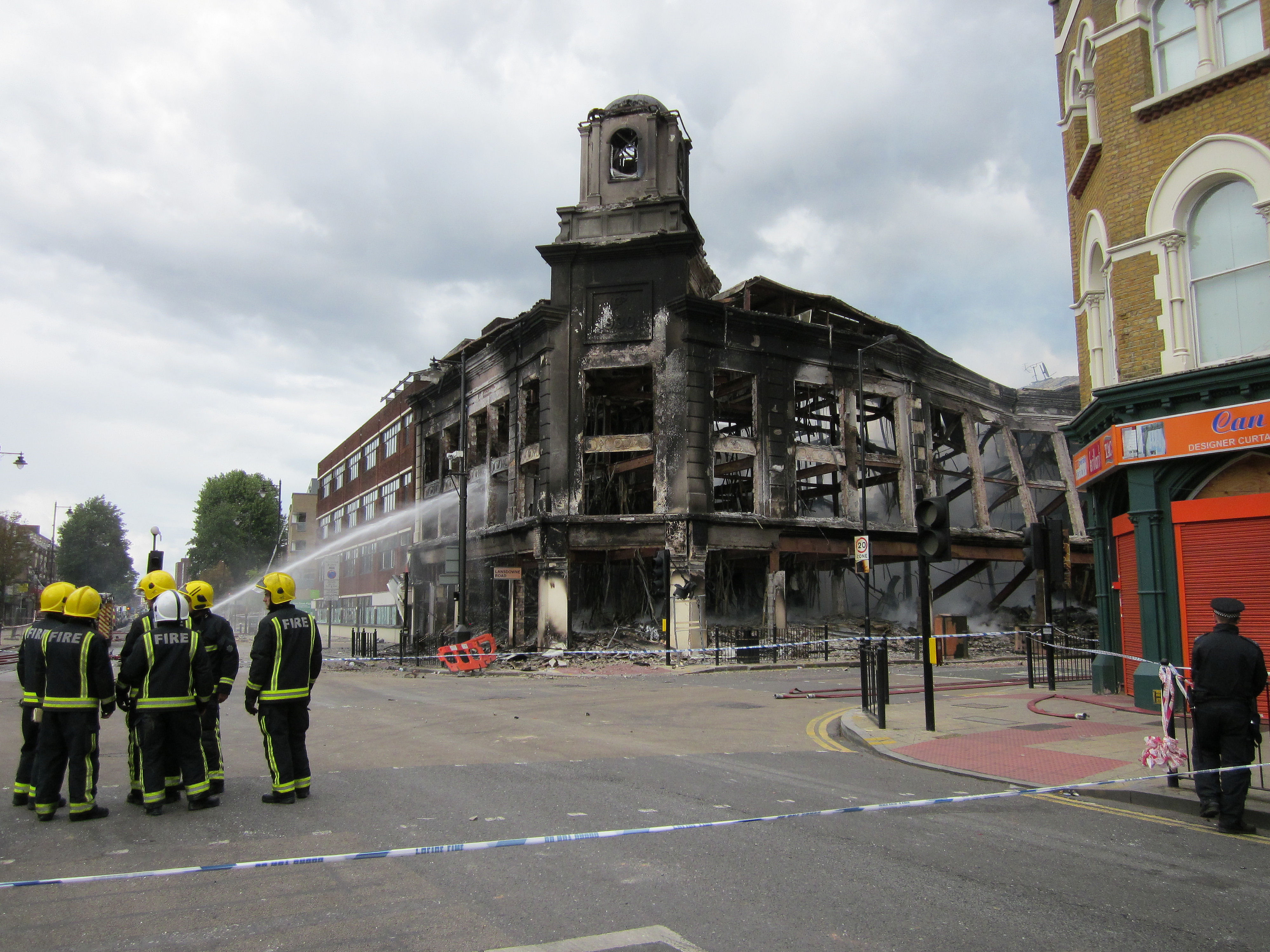
폭도들의 공격을 받아 불에 탄 건물(토트넘)

2011년 영국 폭동(영어: 2011 England riots)은 2011년 8월 6일 ~ 8월 10일 영국 잉글랜드 지방 각지에서 동시다발적으로 일어난 사건이다. 런던 북부의 토트넘에서 2011년 8월 4일 경찰의 총격으로 흑인 청년 마크 더건(29세)이 사망한 사건에서 촉발되었으며, 8월 6일 시위가 시작된 이래 런던 중심가 등 20여곳에서 폭동과 약탈이 동시 다발로 벌어지고 제2도시인 버밍엄, 항구도시 리버풀과 브리스틀 등 다른 도시로까지 확대되었다. 이 때문에 이탈리아 토스카나에서 휴가 중이던 데이비드 캐머런 총리가 급히 귀국해 대책을 점검하기 위한 각료회의를 소집했다. 이번 사태는 장기적인 경기침체와 정부정책, 특히 긴축재정과 청년실업 문제에 대한 빈민층의 불만이 폭발한 것이라는 분석이 있으며, 방화, 약탈 등의 행위가 주를 이루었으나, 일부에서는 내각 퇴진 등의 구호를 내세우기도 했으며, 경찰의 진압으로 8월 10일 무렵부터 폭동의 기세는 잠잠해졌다.
2011년 8월 영국 토트넘에서 마크 더건이라는 흑인 청년이 경찰의 검문 도중 총격으로 사망한 것을 계기로 영국 전역에서는 폭력과 방화, 약탈이 이어졌다. 보수 각료들은 일부 폭력집단이 주도한 범죄라고 발표했으나 바우만은 영국의 장기적인 경제침체와 실업에 좌절한 소비자들이 일으킨 반란이라고 해석했다.

## 같이 보기
- 2005년 프랑스 폭동
- 퍼거슨 불온사태
- 조지 플로이드 시위
- 1992년 로스앤젤레스 폭동
- 2024년 영국 폭동